# Quicklisp
Quicklisp — пакетный менеджер для библиотек Common Lisp, а также сетевой репозиторий пакетов, им устанавливаемых. Реализован минимальными средствами Лиспа, благодаря чему обеспечивается совместимость с большинством субдиалектов и реализаций Common Lisp.
Создан в 2010 году Закари Бином (англ. Zachary Beane), им же развивается, и им же поддерживается сетевой репозиторий с пакетами. Распространяется по лицензии MIT. По состоянию на 2020 год находится на стадии бета-версии, однако считается достаточно стабильным и надёжным. Пакеты принимаются в репозиторий при условии безошибочной собираемости на референтной системе и выполнении некоторых базовых критериев, более глубокой проверки качества не осуществляется.
Клиент Quicklisp после установки как правило прописывают в файл инициализации интерпретатора:
(ql:add-to-init-file),
после чего менеджер доступен при любом старте REPL-среды. Типичный сценарий работы — поиск пакета в репозитории:
(ql:system-apropos "wiki") — поиск пакетов с названием, содержащим «wiki»,
и последующая установка:
(ql:quickload "cl-mediawiki") — загрузка со всеми зависимостями и локальная установка пакета cl-mediawiki.
Поддерживается самообновление, реализована возможность отката в случае неуспешной установки какого-либо пакета.